# Grand Prix Brazílie 2010
Grand Prix Brazílie 2010 (XXXIX Grande Premio do Brasil), 18. závod 61. ročníku mistrovství světa jezdců Formule 1 a 52. ročníku poháru konstruktérů, historicky již 838. grand prix, se již potřicátédeváté odehrála na okruhu v Interlagosu.

## Výsledky

### Kvalifikace
| Pořadí | Číslo | Jezdec             | Tým                  | 1. část  | 2. část  | 3. část  | Start |
| ------ | ----- | ------------------ | -------------------- | -------- | -------- | -------- | ----- |
| 1      | 10    | Nico Hülkenberg    | Williams-Cosworth    | 1:20.050 | 1:19.144 | 1:14.470 | 1     |
| 2      | 5     | Sebastian Vettel   | Red Bull-Renault     | 1:19.160 | 1:18.691 | 1:15.519 | 2     |
| 3      | 6     | Mark Webber        | Red Bull-Renault     | 1:19.025 | 1:18.516 | 1:15.637 | 3     |
| 4      | 2     | Lewis Hamilton     | McLaren-Mercedes     | 1:19.931 | 1:18.921 | 1:15.747 | 4     |
| 5      | 8     | Fernando Alonso    | Ferrari              | 1:18.987 | 1:19.010 | 1:15.989 | 5     |
| 6      | 9     | Rubens Barrichello | Williams-Cosworth    | 1:19.799 | 1:18.925 | 1:16.203 | 6     |
| 7      | 11    | Robert Kubica      | Renault              | 1:19.249 | 1:18.877 | 1:16.552 | 7     |
| 8      | 3     | Michael Schumacher | Mercedes             | 1:19.879 | 1:18.923 | 1:16.925 | 8     |
| 9      | 7     | Felipe Massa       | Ferrari              | 1:19.778 | 1:19.200 | 1:17.101 | 9     |
| 10     | 12    | Vitalij Petrov     | Renault              | 1:20.189 | 1:19.153 | 1:17.656 | 10    |
| 11     | 1     | Jenson Button      | McLaren-Mercedes     | 1:19.905 | 1:19.288 |          | 11    |
| 12     | 23    | Kamui Kobajaši     | BMW Sauber-Ferrari   | 1:19.741 | 1:19.385 |          | 12    |
| 13     | 4     | Nico Rosberg       | Mercedes             | 1:20.153 | 1:19.486 |          | 13    |
| 14     | 17    | Jaime Alguersuari  | Toro Rosso-Ferrari   | 1:20.158 | 1:19.581 |          | 14    |
| 15     | 16    | Sébastien Buemi    | Toro Rosso-Ferrari   | 1:20.096 | 1:19.847 |          | 19    |
| 16     | 22    | Nick Heidfeld      | BMW Sauber-Ferrari   | 1:20.174 | 1:19.899 |          | 15    |
| 17     | 15    | Vitantonio Liuzzi  | Force India-Mercedes | 1:20.592 | 1:20.357 |          | 16    |
| 18     | 14    | Adrian Sutil       | Force India-Mercedes | 1:20.830 |          |          | 22    |
| 19     | 24    | Timo Glock         | Virgin-Cosworth      | 1:22.130 |          |          | 17    |
| 20     | 18    | Jarno Trulli       | Lotus-Cosworth       | 1:22.250 |          |          | 18    |
| 21     | 19    | Heikki Kovalainen  | Lotus-Cosworth       | 1:22.378 |          |          | 20    |
| 22     | 25    | Lucas di Grassi    | Virgin-Cosworth      | 1:22.810 |          |          | 21    |
| 23     | 20    | Christian Klien    | HRT-Cosworth         | 1:23.083 |          |          | 23    |
| 24     | 21    | Bruno Senna        | HRT-Cosworth         | 1:23.796 |          |          | 24    |

### Závod
| Pořadí | Číslo | Jezdec             | Tým                  | Kola | Čas/odstoupení | Start | Body |
| ------ | ----- | ------------------ | -------------------- | ---- | -------------- | ----- | ---- |
| 1      | 5     | Sebastian Vettel   | Red Bull-Renault     | 71   | 1:33:11.803    | 2     | 25   |
| 2      | 6     | Mark Webber        | Red Bull-Renault     | 71   | +4.243         | 3     | 18   |
| 3      | 8     | Fernando Alonso    | Ferrari              | 71   | +6.807         | 5     | 15   |
| 4      | 2     | Lewis Hamilton     | McLaren-Mercedes     | 71   | +14.634        | 4     | 12   |
| 5      | 1     | Jenson Button      | McLaren-Mercedes     | 71   | +15.593        | 11    | 10   |
| 6      | 4     | Nico Rosberg       | Mercedes             | 71   | +35.320        | 13    | 8    |
| 7      | 3     | Michael Schumacher | Mercedes             | 71   | +43.456        | 8     | 6    |
| 8      | 10    | Nico Hülkenberg    | Williams-Cosworth    | 70   | +1 kolo        | 1     | 4    |
| 9      | 11    | Robert Kubica      | Renault              | 70   | +1 kolo        | 7     | 2    |
| 10     | 23    | Kamui Kobajaši     | BMW Sauber-Ferrari   | 70   | +1 kolo        | 12    | 1    |
| 11     | 17    | Jaime Alguersuari  | Toro Rosso-Ferrari   | 70   | +1 kolo        | 14    |      |
| 12     | 14    | Adrian Sutil       | Force India-Mercedes | 70   | +1 kolo        | 22    |      |
| 13     | 16    | Sébastien Buemi    | Toro Rosso-Ferrari   | 70   | +1 kolo        | 19    |      |
| 14     | 9     | Rubens Barrichello | Williams-Cosworth    | 70   | +1 kolo        | 6     |      |
| 15     | 7     | Felipe Massa       | Ferrari              | 70   | +1 kolo        | 9     |      |
| 16     | 12    | Vitalij Petrov     | Renault              | 70   | +1 kolo        | 10    |      |
| 17     | 22    | Nick Heidfeld      | BMW Sauber-Ferrari   | 70   | +1 kolo        | 15    |      |
| 18     | 19    | Heikki Kovalainen  | Lotus-Cosworth       | 69   | +2 kola        | 20    |      |
| 19     | 18    | Jarno Trulli       | Lotus-Cosworth       | 69   | +2 kola        | 18    |      |
| 20     | 24    | Timo Glock         | Virgin-Cosworth      | 69   | +2 kola        | 17    |      |
| 21     | 21    | Bruno Senna        | HRT-Cosworth         | 69   | +2 kola        | 24    |      |
| 22     | 20    | Christian Klien    | HRT-Cosworth         | 65   | +6 kol         | 23    |      |
| NC     | 25    | Lucas di Grassi    | Virgin-Cosworth      | 62   | +9 kol         | 21    |      |
| Ret    | 15    | Vitantonio Liuzzi  | Force India-Mercedes | 49   | Nehoda         | 16    |      |

## Průběžné pořadí šampionátu
Pohár jezdců
| Pořadí | Jezdec           | Body |
| ------ | ---------------- | ---- |
| 1.     | Fernando Alonso  | 246  |
| 2.     | Mark Webber      | 238  |
| 3.     | Sebastian Vettel | 231  |
| 4.     | Lewis Hamilton   | 222  |
| 5.     | Jenson Button    | 199  |

Pohár konstruktérů
| Pořadí | Konstruktér      | Body |
| ------ | ---------------- | ---- |
| 1.     | Red Bull-Renault | 469  |
| 2.     | McLaren-Mercedes | 421  |
| 3.     | Ferrari          | 389  |
| 4.     | Mercedes         | 202  |
| 5.     | Renault          | 145  |